# Atlético Aviación de Madrid 1944-1945
Questa voce raccoglie le informazioni riguardanti l'Atlético Aviación de Madrid, antico nome del Club Atlético de Madrid, nelle competizioni ufficiali della stagione 1944-1945.

## Stagione
Nella stagione 1944-1945 i Colchoneros, allenati da Ricardo Zamora, terminarono il campionato al terzo posto. In Coppa del Generalísimo l'Atlético Aviación fu invece eliminato ai quarti di finale dall'Atlético Bilbao, che poi avrebbe vinto la competizione.

## Maglie e sponsor
| Manica sinistra · Manica sinistra · Maglietta · Maglietta · Manica destra · Manica destra · Pantaloncini · Calzettoni |

## Rosa
| N. |                      | Ruolo | Calciatore                 |
| -- | -------------------- | ----- | -------------------------- |
| -  | Spagna (bandiera)    | P     | Guillermo                  |
| -  | Spagna (bandiera)    | P     | Jesús Ederra Zalba         |
| -  | Spagna (bandiera)    | D     | José Luis Riera Biosca     |
| -  | Spagna (bandiera)    | D     | José Mesa Suárez           |
| -  | Spagna (bandiera)    | D     | Germán Gómez               |
| -  | Spagna (bandiera)    | D     | Ramón Gabilondo            |
| -  | Filippine (bandiera) | D     | Gregorio Amestoy           |
| -  | Spagna (bandiera)    | D     | José Cobo Antoranz         |
| -  | Spagna (bandiera)    | C     | Alfonso Aparicio           |
| -  | Spagna (bandiera)    | C     | Juan Vázquez Tenreiro      |
| -  | Spagna (bandiera)    | C     | Francisco Machín Domínguez |

| N. |                   | Ruolo | Calciatore                |
| -- | ----------------- | ----- | ------------------------- |
| -  | Spagna (bandiera) | C     | Julián Cuenca Sánchez     |
| -  | Spagna (bandiera) | C     | Manuel Jorge Sosa         |
| -  | Spagna (bandiera) | C     | Óscar Quiralte Domínguez  |
| -  | Spagna (bandiera) | C     | Ramón Casaus Carrillo     |
| -  | Spagna (bandiera) | A     | Francisco Arencibia ()    |
| -  | Spagna (bandiera) | A     | Francisco Campos          |
| -  | Spagna (bandiera) | A     | Martín González Rizo      |
| -  | Spagna (bandiera) | A     | Gabriel Taltavull         |
| -  | Spagna (bandiera) | A     | José Juncosa              |
| -  | Spagna (bandiera) | A     | Miguel Adrover Torregrosa |
| -  | Spagna (bandiera) | A     | Pío Echevarría Olaciregui |

## Risultati

### Primera División

#### Girone d'andata
| Arbitro: | Tamarit Falaguera |

|                  |           |              |
| Raich 86’ (aut.) | Marcatori | 75’ Sospedra |

| Arbitro: | Azón Roma |

|                              |           |             |
| Melito 48’ (rig.) Trompi 60’ | Marcatori | 78’ Adrover |

| Arbitro: | Cruella Tena |

|                                  |           |  |
| Vázquez 38’ Campos 46’, 57’, 69’ | Marcatori |  |

| Arbitro: | Tamarit Falaguera |

|  |           |               |
|  | Marcatori | 41’ Taltavull |

| Arbitro: | Mazagatos Vicario |

|                                          |           |                             |
| Campos 12’, 33’ Taltavull 82’ Martín 89’ | Marcatori | 3’, 77’ Domenéch 31’ Morera |

| Arbitro: | Tamarit Falaguera |

|                          |           |  |
| Domingo 27’ Dindurra 73’ | Marcatori |  |

| Arbitro: | Fombona Fernández |

|  |           |          |
|  | Marcatori | 76’ Rafa |

| Arbitro: | Iturralde Gorostiaga |

|  |           |                               |
|  | Marcatori | 21’ Campos 22’, 77’ Arencibia |

| Arbitro: | Cruella Tena |

|             |           |              |
| Juncosa 42’ | Marcatori | 89’ Paquirri |

| Arbitro: | Vilalta Bars |

|                                     |           |  |
| Igoa 8’ Epi 15’, 58’ Mundo 32’, 89’ | Marcatori |  |

| Arbitro: | Martínez Íñiguez |

|             |           |  |
| Juncosa 56’ | Marcatori |  |

| Arbitro: | Tamarit Falaguera |

|                                    |           |            |
| Iturbe 22’, 59’ J. Campos 51’, 87’ | Marcatori | 86’ Campos |

| Arbitro: | Vilalta Bars |

|                                           |           |                                          |
| Gabilondo 15’ Juncosa 16’, 35’ Campos 57’ | Marcatori | 21’ Granda 32’ (aut.) Aparicio 71’ Goyín |

#### Girone di ritorno
| Arbitro: | Gojenuri Eguiluz |

|                     |           |                     |
| Martín 2’ César 62’ | Marcatori | 24’ Vázquez 65’ Pío |

| Arbitro: | Fombona Fernández |

|            |           |            |
| Campos 54’ | Marcatori | 25’ Nicola |

| Arbitro: | Vilalta Bars |

|                     |           |                              |
| Pizá 11’ Ricart 14’ | Marcatori | 19’, 79’ Juncosa 55’ Vázquez |

| Arbitro: | Ocaña Nieto |

|                         |           |           |
| Vázquez 54’ Juncosa 57’ | Marcatori | 8’ Pallás |

| Murcia 18 febbraio 1945 18ª giornata | Real Murcia       | 0 – 0 referto | Atlético Aviación | La Condomina\| Arbitro: \| Mazagatos Vicario \| |
| Arbitro:                             | Mazagatos Vicario |               |                   |                                                 |

| Arbitro: | Tamarit Falaguera |

|                          |           |  |
| Arencibia 38’ Campos 53’ | Marcatori |  |

| Arbitro: | Rodríguez Mato |

|                           |           |            |
| Pruden 30’, 76’ Vidal 57’ | Marcatori | 1’ Juncosa |

| Arbitro: | Iturralde Gorostiaga |

|                          |           |             |
| Jorge 1’, 24’ Campos 29’ | Marcatori | 33’ Augustí |

| Arbitro: | Munguía Artola |

|                                                    |           |            |
| Reboredo 9’ (rig.) Borbolla 17’ Guimeráns 40’, 71’ | Marcatori | 32’ Martín |

| Arbitro: | Sabaté Solá |

|                                        |           |           |
| Óscar 3’, 59’ Taltavull 39’ Campos 41’ | Marcatori | 33’ Mundo |

| Arbitro: | Azón Roma |

|  |           |            |
|  | Marcatori | 52’ Martín |

| Arbitro: | Azón Roma |

|                                    |           |          |
| Iturbe 22’ (aut.) Adrover 56’, 89’ | Marcatori | 63’ Arza |

| Arbitro: | Iturralde Gorostiaga |

|                               |           |                |
| Chas 40’ Goyín 46’ Emilín 73’ | Marcatori | 15’, 53’ Jorge |

### Coppa di Spagna
| Arbitro: | Cristóbal Aguado |

|                                        |           |              |
| Juncosa 25’, 64’ Martín 29’ Campos 83’ | Marcatori | 79’ Castillo |

| Arbitro: | Sabaté Solá |

|          |           |             |
| Saro 58’ | Marcatori | 15’ Adrover |

| Arbitro: | Nieto Menéndez |

|                 |           |  |
| Campos 65’, 75’ | Marcatori |  |

| Ferrol 4 marzo 1945 Ottavi di finale – Ritorno | Racing Ferrol     | 1 – 1 referto | Atlético Aviación | O Inferniño\| Arbitro: \| Fombona Fernández \| |
| Arbitro:                                       | Fombona Fernández |               |                   |                                                |

| Arbitro: | Vilalta Bars |

|            |           |                |
| Adrover 1’ | Marcatori | 18’, 83’ Zarra |

| Bilbao 27 maggio 1945 Quarti di finale – Ritorno | Atlético Bilbao | 0 – 0 referto | Atlético Aviación | San Mamés\| Arbitro: \| Cruella Tena \| |
| Arbitro:                                         | Cruella Tena    |               |                   |                                         |

## Statistiche

### Statistiche di squadra
| Competizione           | Punti | Totale | Totale | Totale | Totale | Totale | Totale | DR |
| Competizione           | Punti | G      | V      | N      | P      | Gf     | Gs     | DR |
| ---------------------- | ----- | ------ | ------ | ------ | ------ | ------ | ------ | -- |
| Primera División       | 31    | 26     | 13     | 5      | 8      | 46     | 41     | +5 |
| Coppa del Generalísimo | -     | 6      | 2      | 3      | 1      | 8      | 4      | +4 |
| Totale                 | 31    | 32     | 15     | 8      | 9      | 54     | 45     | +9 |